# 华安保险

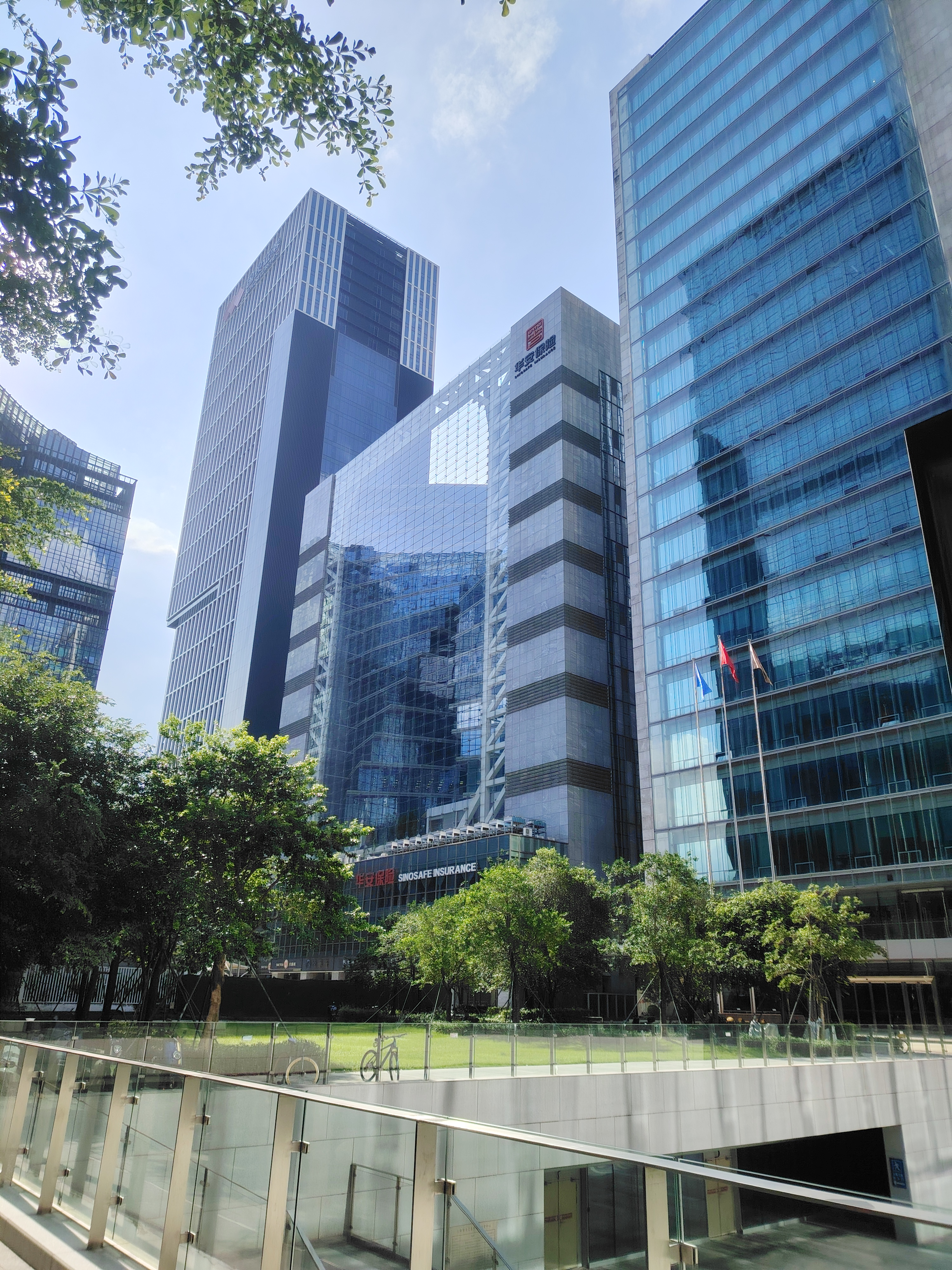
华安保险总部

华安财产保险股份有限公司（简称华安保险），是一家总部位于深圳的全国性财产保险公司。创立于1996年10月18日,注册资本21亿元人民币。现由海航集团（信管计划）占大部分股份。

## 历史
1996年10月18日，华安保险由华侨城集团，四通集团，深圳机场集团，三九企业集团，广东省航运集团等十几家国企股东合股在深圳创立，初期注册资本3亿元，是当时获批的五家区域性保险公司之一，仅许可在华南四省（粤桂湘闽）开展业务。由于股权分散，业务范围受限，内部管理欠缺，造成初期连年亏损，至2002年，累计亏损1亿，另有1.35亿元的不良资产。
2001年前后，保监会批准华安保险筹建北京，上海，南京，成都，大连，杭州等省级分公司，初步成为全国性保险公司。
2002年7月，以李光荣为主席的特华投资控股有限公司牵头，收购70%股份，入主华安保险。成为中华人民共和国成立后，第一家民营保险公司。
2011年1月29日，在李光荣力邀下，海航集团旗下公司认购华安保险定增的股份，华安保险也成为“海航系”一员。此后多次增持，至2016年海航系企业合计持股已有60.42%。
但特华投资仍持有20%股份。直到2022年，华安保险实控人还是李光荣。
海航集团破产重整后，华安保险也纳入重整范围。特华系也因此解除与华安保险一致行动人关系，华安保险因此进入“无实际控制人时期”